# گرب‌اشتت
شهر گرب‌اشتتدر ایالت زاکسن-آنهالت در کشور آلمان واقع شده‌است.